# Лейк-Вокоміс (Міссурі)
Лейк-Вокоміс (англ. Lake Waukomis) — місто (англ. city) в США, в окрузі Платт штату Міссурі. Населення — 888 осіб (2020).

## Географія
Лейк-Вокоміс розташований за координатами 39°13′58″ пн. ш. 94°38′16″ зх. д. / 39.23278° пн. ш. 94.63778° зх. д. (39.232716, -94.637818).  За даними Бюро перепису населення США в 2010 році місто мало площу 1,03 км², з яких 0,71 км² — суходіл та 0,32 км² — водойми.

## Демографія
Згідно з переписом 2010 року, у місті мешкало 870 осіб у 401 домогосподарстві у складі 259 родин. Густота населення становила 845 осіб/км².  Було 436 помешкань (423/км²).
Расовий склад населення:
| - 95,6 % — білих - 1,3 % — азіатів |

До двох чи більше рас належало 2,4 %. Частка іспаномовних становила 3,3 % від усіх жителів.
За віковим діапазоном населення розподілялося таким чином: 16,4 % — особи молодші 18 років, 61,9 % — особи у віці 18—64 років, 21,7 % — особи у віці 65 років та старші. Медіана віку мешканця становила 50,5 року. На 100 осіб жіночої статі у місті припадало 91,2 чоловіків;  на 100 жінок у віці від 18 років та старших — 92,3 чоловіків також старших 18 років.
Середній дохід на одне домашнє господарство  становив 82 925 доларів США (медіана — 78 542), а середній дохід на одну сім'ю — 100 802 долари (медіана — 101 389). Медіана доходів становила 63 021 долар для чоловіків та 41 094 долари для жінок. За межею бідності перебувало 4,6 % осіб, у тому числі 0,0 % дітей у віці до 18 років та 6,4 % осіб у віці 65 років та старших.
Цивільне працевлаштоване населення становило 515 осіб. Основні галузі зайнятості: освіта, охорона здоров'я та соціальна допомога — 34,2 %, науковці, спеціалісти, менеджери — 10,7 %, виробництво — 10,7 %.